# Brännerigatan

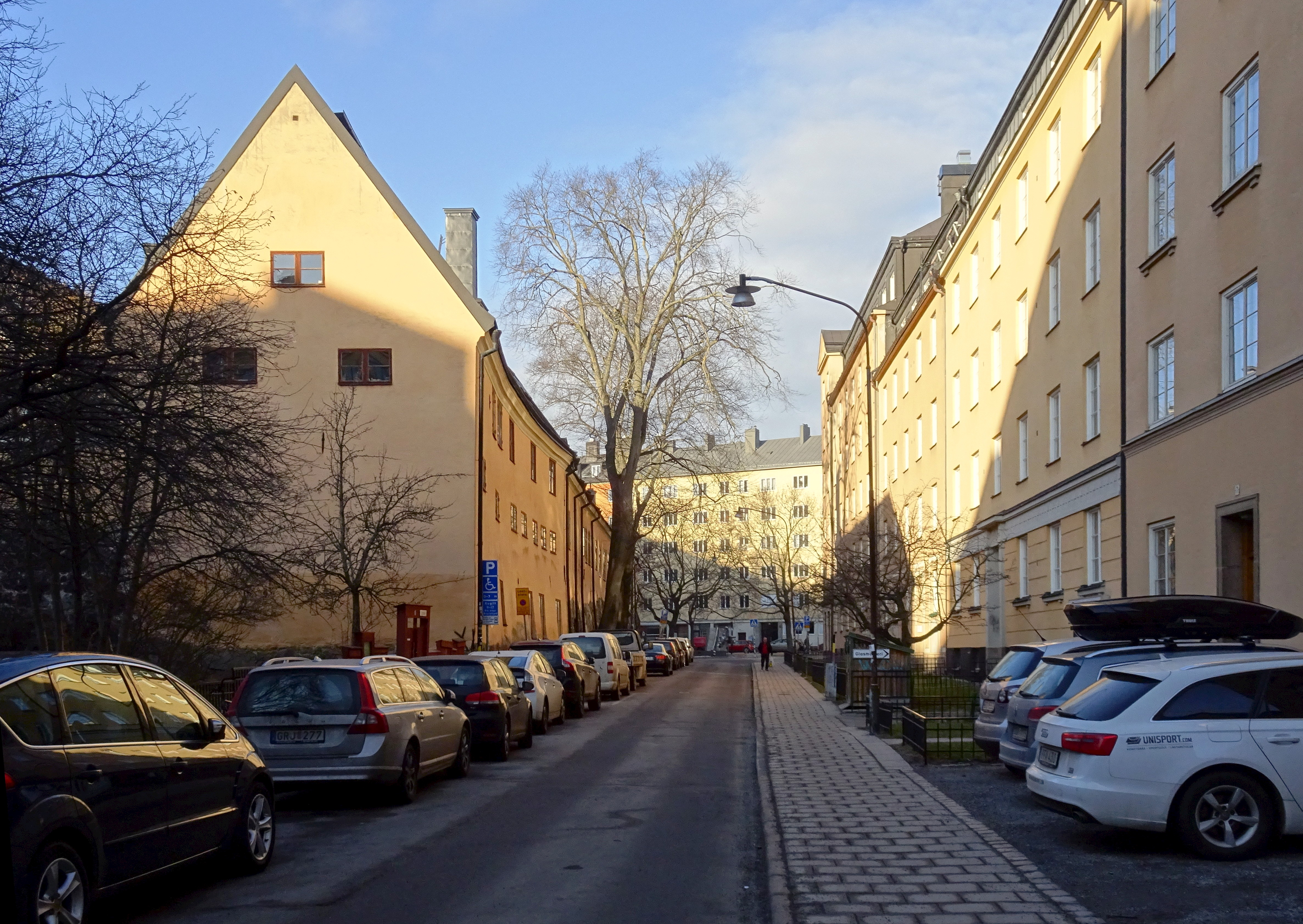
Brännerigatan mot norr, 2017.

Brännerigatan är en gata på Södermalm i Stockholm. Gatan är kort och sträcker sig mellan kvarteren Tegen och Plogen från Katarina Bangata i norr till Gotlandsgatan i söder. Den fick sitt nuvarande namn 1917.

## Historik

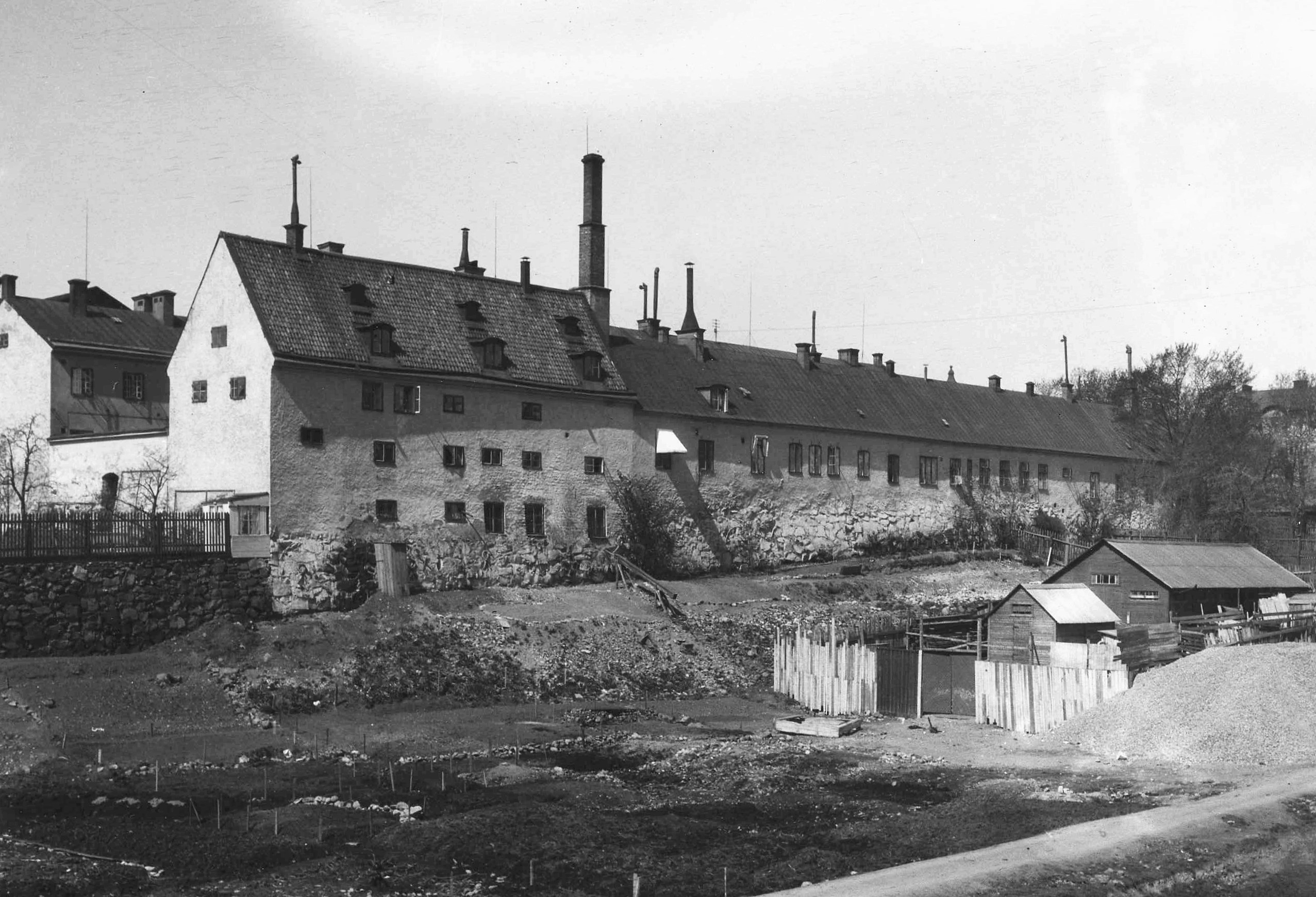
Kvarteret Tegens bebyggelse med det fortfarande obebyggda kvarteret Plogen i förgrunden 1915. Brännerigatan kom att anläggas längs med husfasaden. Plogen bebyggdes på 1920- och 1930-talen.

Gatan var under många år namnlös och kallas på äldre kartor för bland annat  Gränd dessin och Gatu – Förslag. I Holms tomtbok från 1674 motsvaras gatans norra förlängning närmast av Mester Pers gränd (eller gata). Denne Mäster Per var kyrkoherde i Katarina församling och hette Petrus Dieterici Arenbechius. Han förvärvade 1669 till frij oc egen grundh sin Qwarnplatz på Södremalm widh nygatun. Kvarnen blev känd under namnet Mäster Pärs Kwarn eller Nytorgs kvarn.

## Namnet
Brännerigatans namn härrör från Katarina kronobränneri som mellan 1785 och 1827 låg i kvarteret Tegen vid gatans västra sida. Efter bryggeritiden inhystes här Katarina sjukhus som stängdes 1933. Bryggeriets historiska 1700-tals byggnader är alltjämt bevarade och innehåller idag bostäder och konstnärsateljéer. Byggnaderna är blåklassade av Stockholms stadsmuseum, vilket innebär att husens kulturhistoriska värden motsvarar fordringarna för byggnadsminnen i kulturminneslagen. Enligt AB Stadsholmen, som äger anläggningen, är bebyggelsen ”ett unikt dokument över 1700-talets bryggerimiljö med samtliga stenhus bevarade”.